# Hippotion dexippus
Hippotion dexippus är en fjärilsart som beskrevs av Fawcett 1915. Hippotion dexippus ingår i släktet Hippotion och familjen svärmare. Inga underarter finns listade i Catalogue of Life.